# Fosdinovo
Fosdinovo ist eine italienische Gemeinde mit 4601 Einwohnern (Stand 31. Dezember 2023) in der Provinz Massa-Carrara in der Region Toskana.

## Geographie

Lage von Fosdinovo in der Provinz Massa-Carrara

Die Gemeinde erstreckt sich über ca. 49 km². Sie liegt ca. 130 km nordwestlich der Regionalhauptstadt Florenz, ca. 15 km nordwestlich von Massa und 10 km nordwestlich von Carrara.
Zu den Ortsteilen zählen Canepari, Caniparola, Caprognano, Carignano, Giucano, Marciaso, Posterla und Tendola.
Die Nachbargemeinden sind Aulla, Carrara, Castelnuovo Magra (SP), Fivizzano, Luni (SP) und Sarzana (SP).

## Geschichte
Der Name des Ortes entstammt dem Begriff Faucenova (neuer Pass), erstmals im 11. Jahrhundert erwähnt. Das Castello Malaspina wurde erstmals 1084 noch ohne den Namenszusatz erwähnt, als die sog. Nobili di Fosdinovo gemeinsam mit den Bianchi d'Erberia und danach die Luni den Ort regierten. Am 1. September 1202 rief der Ort die Costituzione del comune aus. Seit 1340 unterstand der Ort der Familie Malaspina.

## Sehenswürdigkeiten

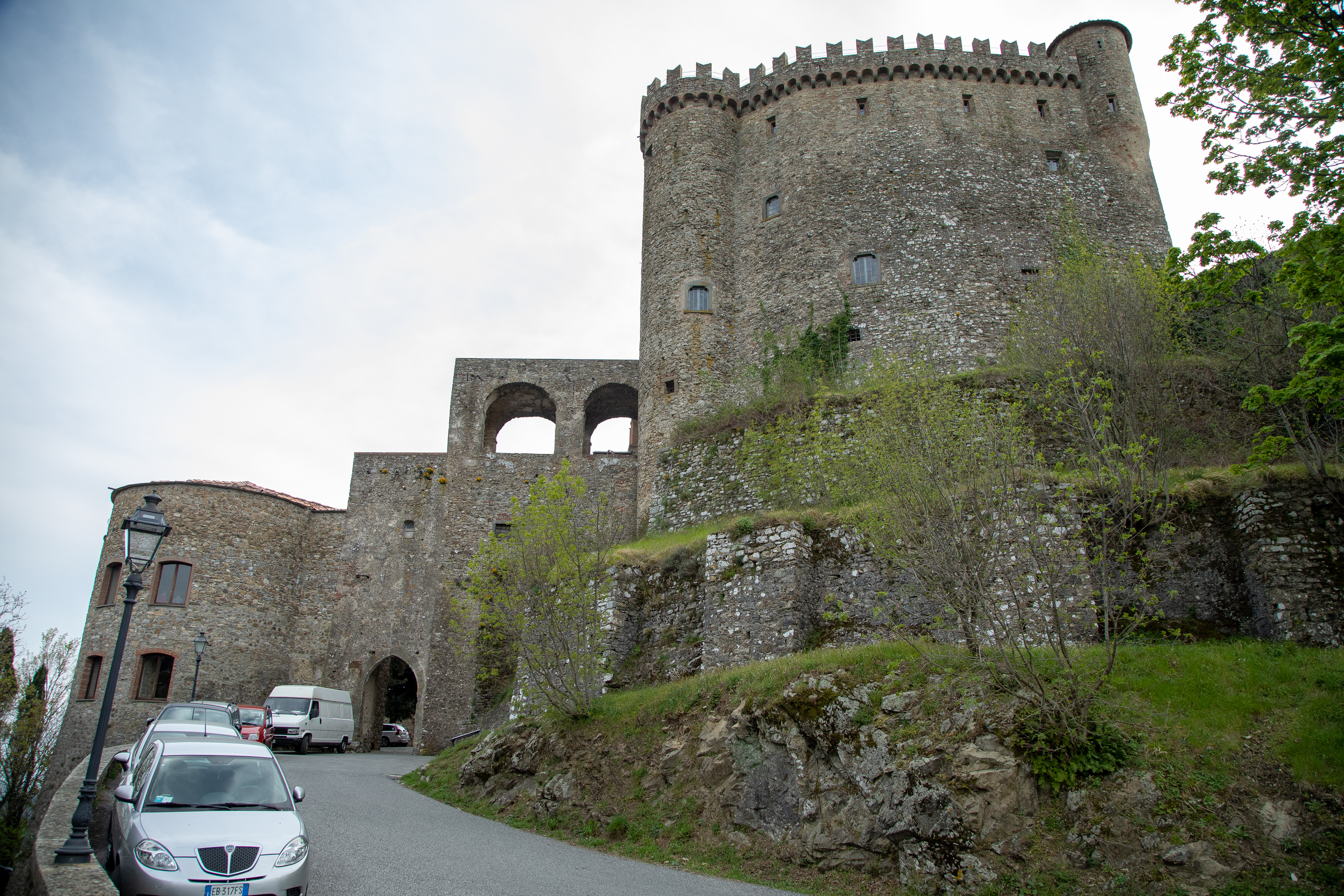
Burg der Malaspina in Fosdinovo

- Castello Malaspina, Burg der Malaspina di Fosdinovo aus der Linie der Malaspina dello Spino Fiorito, schon 1084 als Castrum Fosdinovense in einem Dokument aus Lucca erwähnt, seit 1340 im Besitz der Malaspina.[6]
- Oratorio dei Bianchi, 1468 errichtetes Oratorium, wurde 1501 zerstört und 1666 erneut fertiggestellt.

## Gemeindepartnerschaften
- Sauxillanges im Département Puy-de-Dôme, Frankreich

## Persönlichkeiten
- Toto Cutugno (1943–2023), Sänger